# هيلين بيي
هيلين بيي (بالإنجليزية: Helen Bee)‏ هي عالمة نفس وكاتِبة أمريكية، ولدت في 1939 في تاكوما في الولايات المتحدة.